# متقلبة (بكتيريا)
المتقلبة (الاسم العلمي:Proteus) هي جنس من البكتيريا تتبع الفصيلة المورغانيلية من رتبة معويات.

## أنواع بكتيريا المتقلبة
- متقلبة هاوسرية
- متقلبة رائعة
- متقلبة بنرية
- متقلبة شائعة
- متقلبة المأكولات
- متقلبة متبدلة
- متقلبة مورغانية
- متقلبة منتجة للعفن